# Kontrakt Obywatelski
Kontrakt Obywatelski (arm. Քաղաքացիական պայմանագիր, K’aghak’atsiakan paymanagir) – centrowa partia polityczna w Armenii, założona w 2015, wcześniej działająca jako organizacja pozarządowa. W wyborach w 2017 partia wystartowała w koalicji Sojusz dla Wyjścia zdobywając 7,8%. Po przejęciu władzy w 2018 w wyniku protestów antyrządowych partia utworzyła koalicję z Partią Misji. W tym samym roku koalicja ta zdobyła większość parlamentarną w wyborach, osiągając wynik 70%.

## Program
Partia nie deklaruje żadnej ideologii politycznej. Nikol Paszinian, lider partii, tłumaczył to tym, że „w XXI w. linie [pomiędzy ideologiami] zaniknęły. Jest dla mnie nie do zaakceptowania określenie naszej partii mianem liberalnej, centrowej czy socjaldemokratycznej”.
Główne cele partii to:
- podwojenie populacji Armenii w ciągu dwudziestu lat
- zapewnienie praw człowieka i wolności wszystkim obywatelom
- zlikwidowanie korupcji
- rozwijanie gospodarki z dbałością o środowisko.

## Wyniki wyborów
| Rok  | Głosy   | % głosów | Mandaty | ± (%)       | Miejsce |
| ---- | ------- | -------- | ------- | ----------- | ------- |
| 2017 | 122 049 | 7,78     | 9/105   | nowa partia | 3       |
| 2018 | 884,456 | 70,43    | 82/132  | 62.65       | 1       |
| 2021 | 688,761 | 53,95    | 71/107  |             | 1       |